# Макаронні вироби

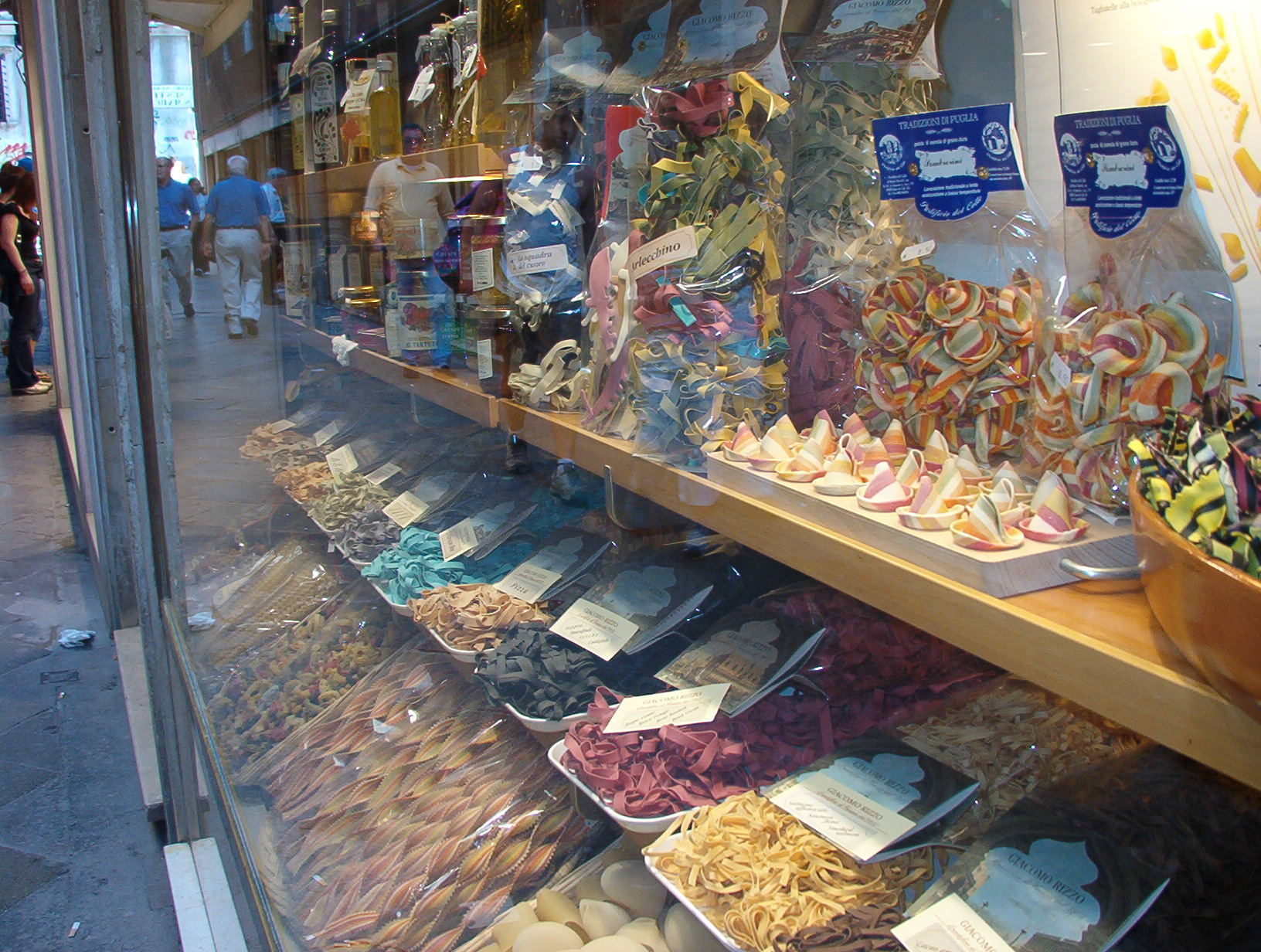
Різноманітні макаронні вироби на вітрині магазину у Венеції

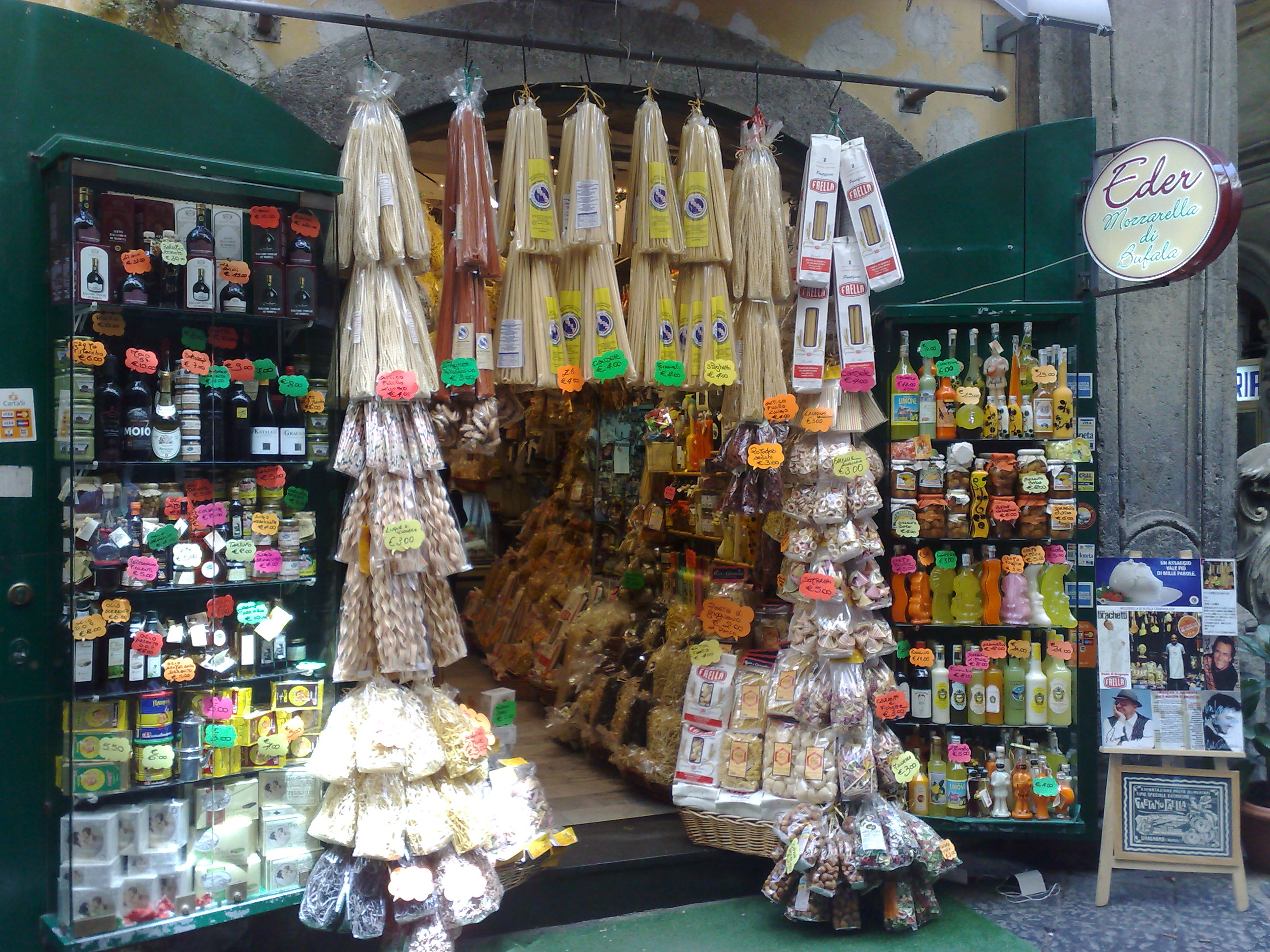
Макаронні вироби у Неаполі

Макаро́нні ви́роби (іноді просто макарони) — вироби з бездріжджового (прісного) тіста (найчастіше з пшеничного борошна з водою). Іноді використовується також борошно з рису, гречки, крохмалю з бобів мунг, та інших харчових продуктів. Зазвичай макаронні вироби зберігають у сухому вигляді і відварюють перед вживанням. Іноді в тісто додаються інші інгредієнти, наприклад: барвники (томатна паста, шпинат, чорнило каракатиць та інші), яйця.
Часто термін «макаронні вироби» стосується тільки висушених виробів з тіста. Однак, деякі вироби з тіста, які відварюють, готуються не тільки з сухого, а й з свіжого тіста (наприклад: локшина, ньокі, ляне тісто, бешбармак). Точної, однозначної і загальноприйнятої класифікації макаронних виробів з тіста не існує.
Макаронні вироби (паста, італ. pasta, буквально «тісто») є головним інгредієнтом італійської кухні. У кухні слов'янських народів відомі кілька борошняних страв, що нагадують італійську пасту: локшина, лазанки, галушки, страпачки[джерело?].

## Етимологія
Широко вживане слово «паста» запозичено з італійської назви виробів італ. pasta. В англійській мові перше, засвідчене в 1874 році, слово «паста» походить з італійської мови італ. pasta, своєю чергою з латинської лат. pasta, що є латинізацією грецького слова грец. παστά ([паста]) «ячмінна каша».

## Класифікація макаронних виробів
Див.також 'Різновиди пасти'

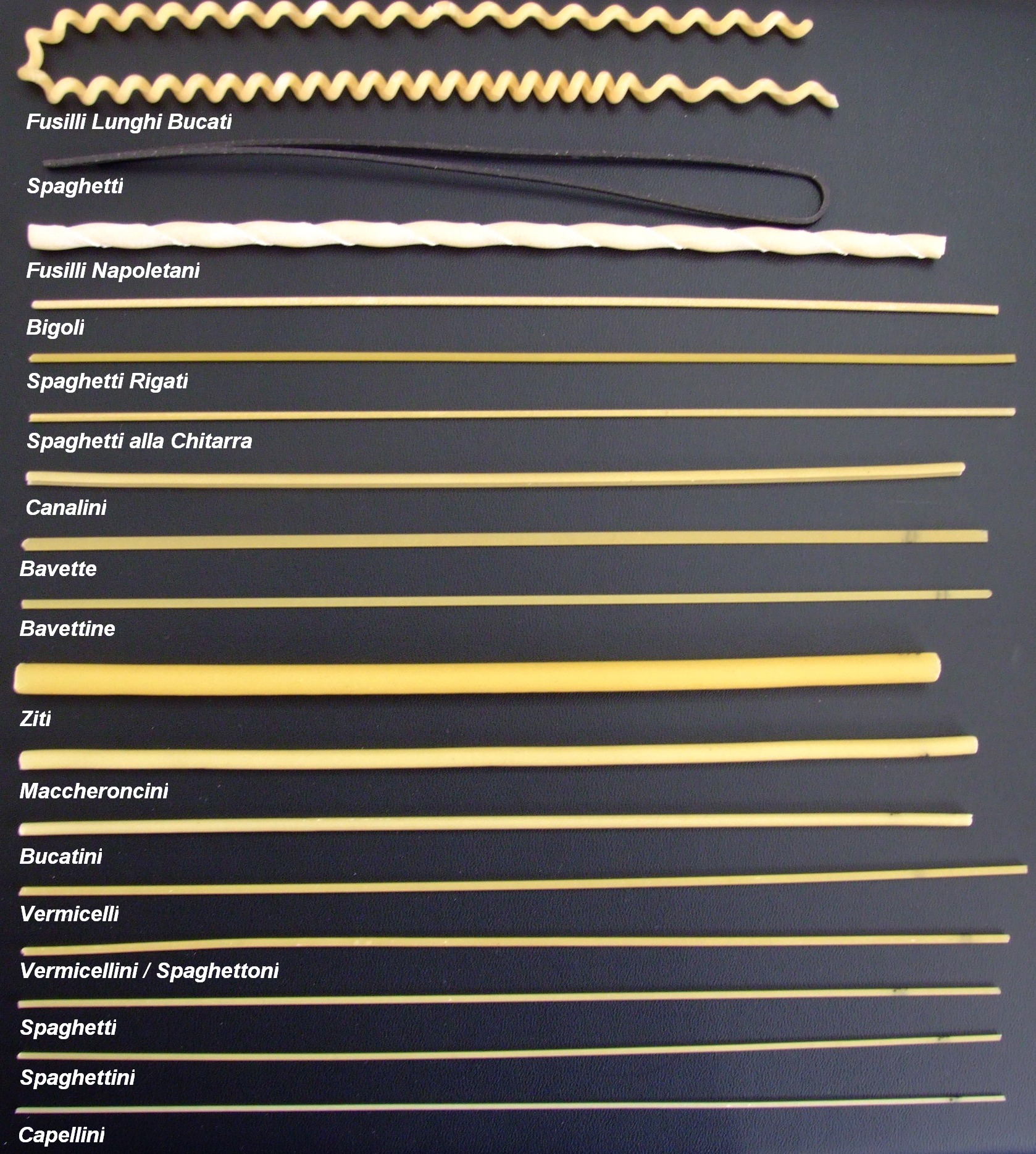
Довгі макаронні вироби

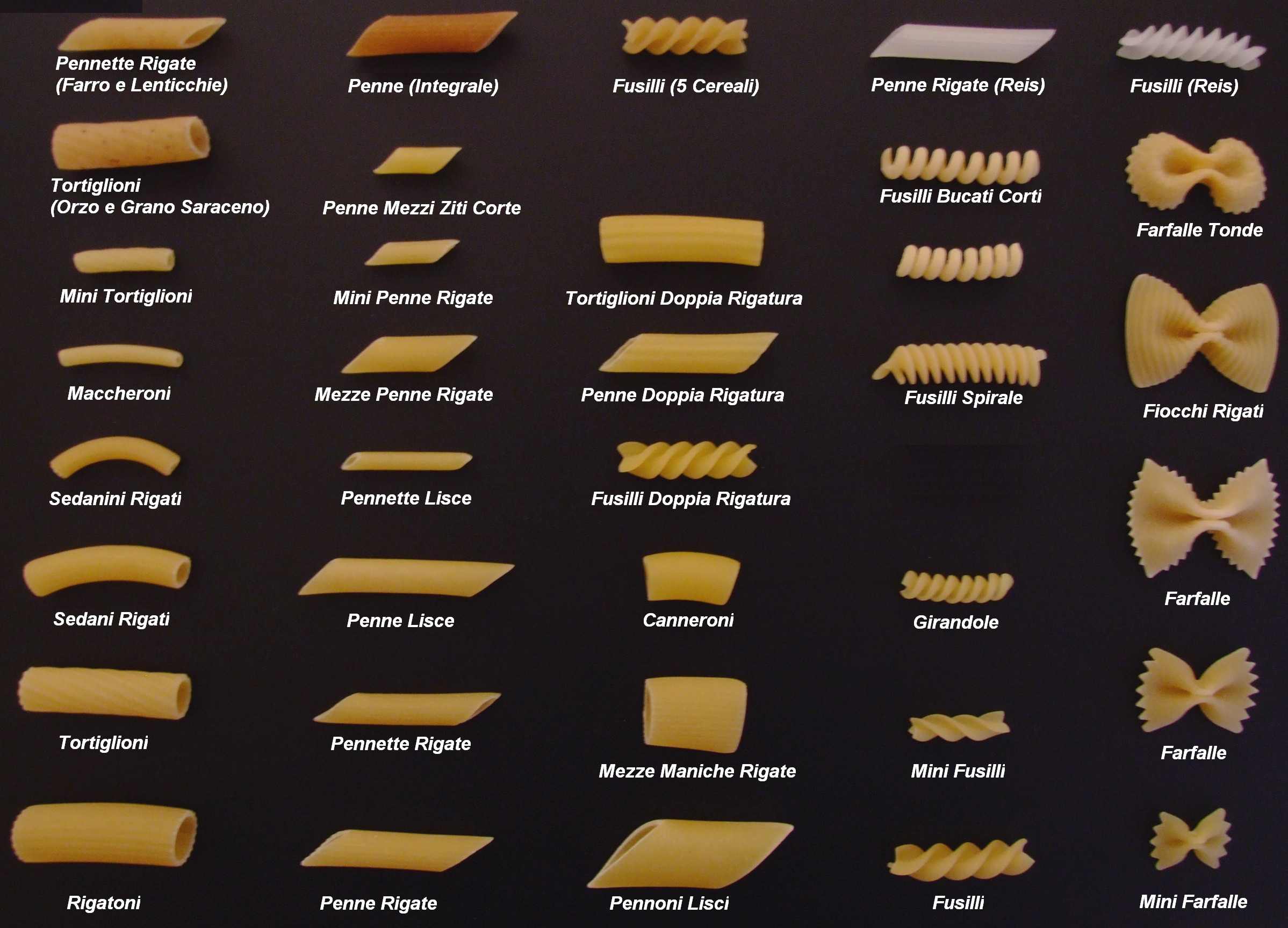
Короткі макаронні вироби

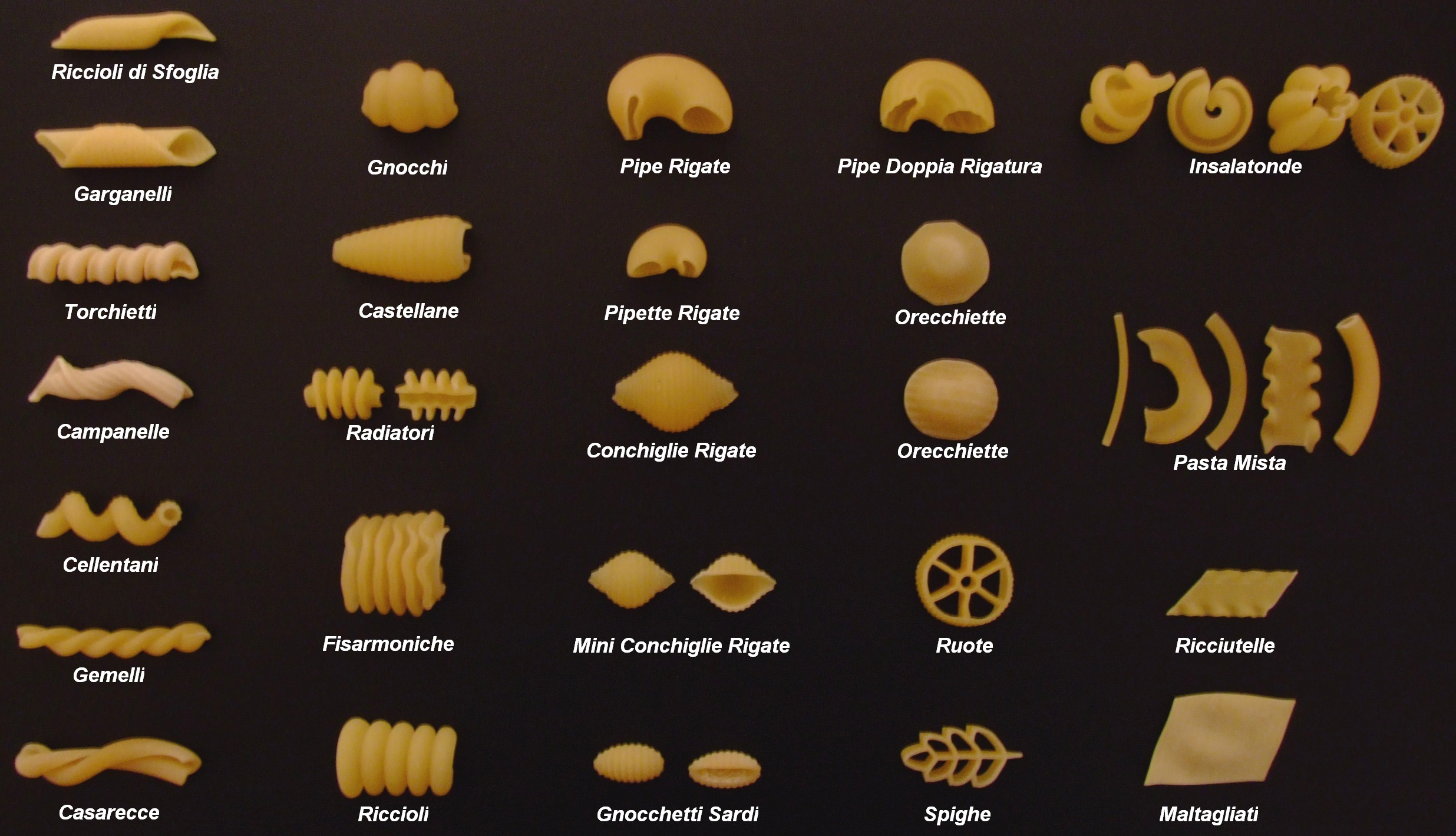
Фігурні макаронні вироби

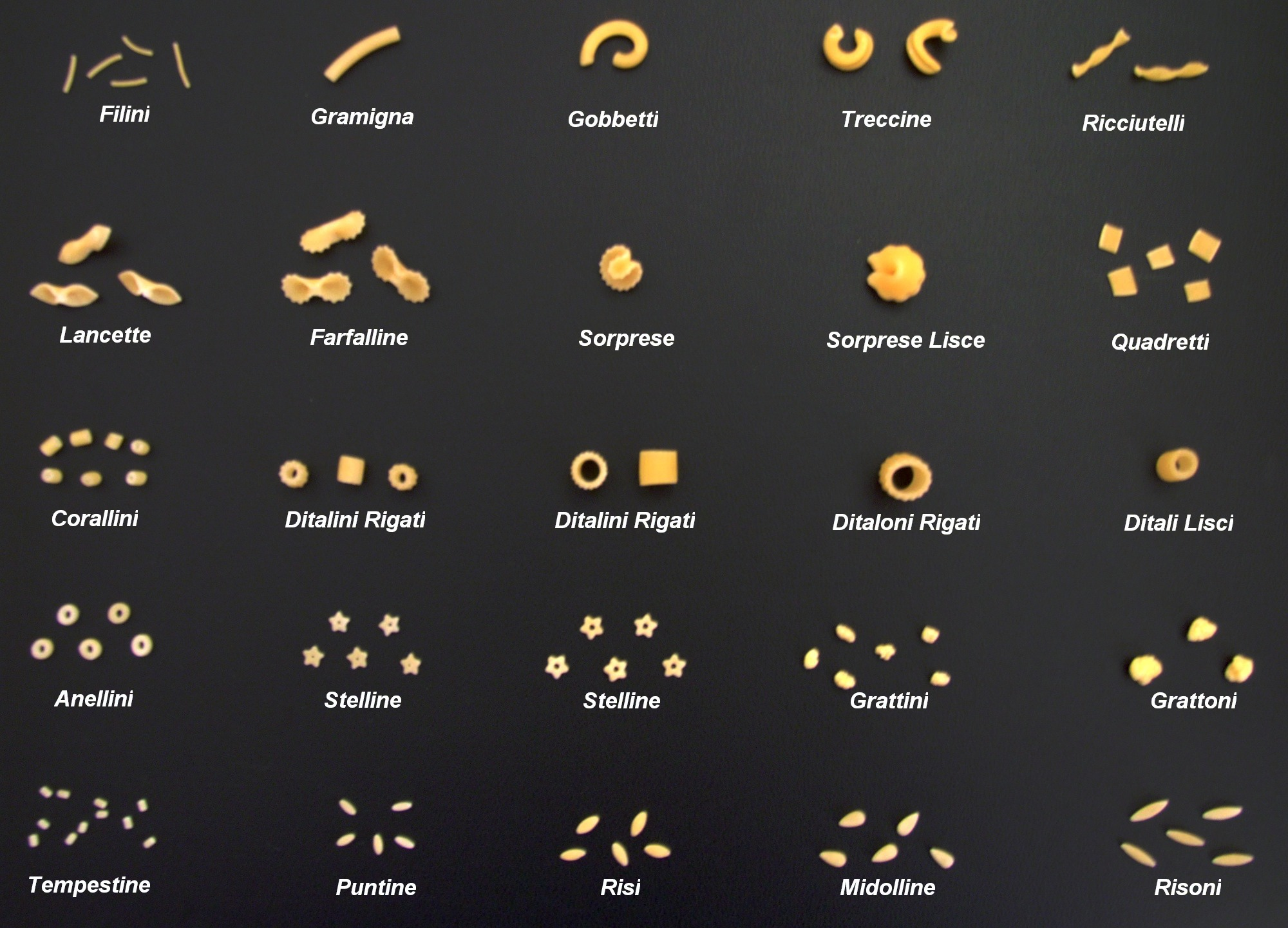
Макаронні вироби для супів

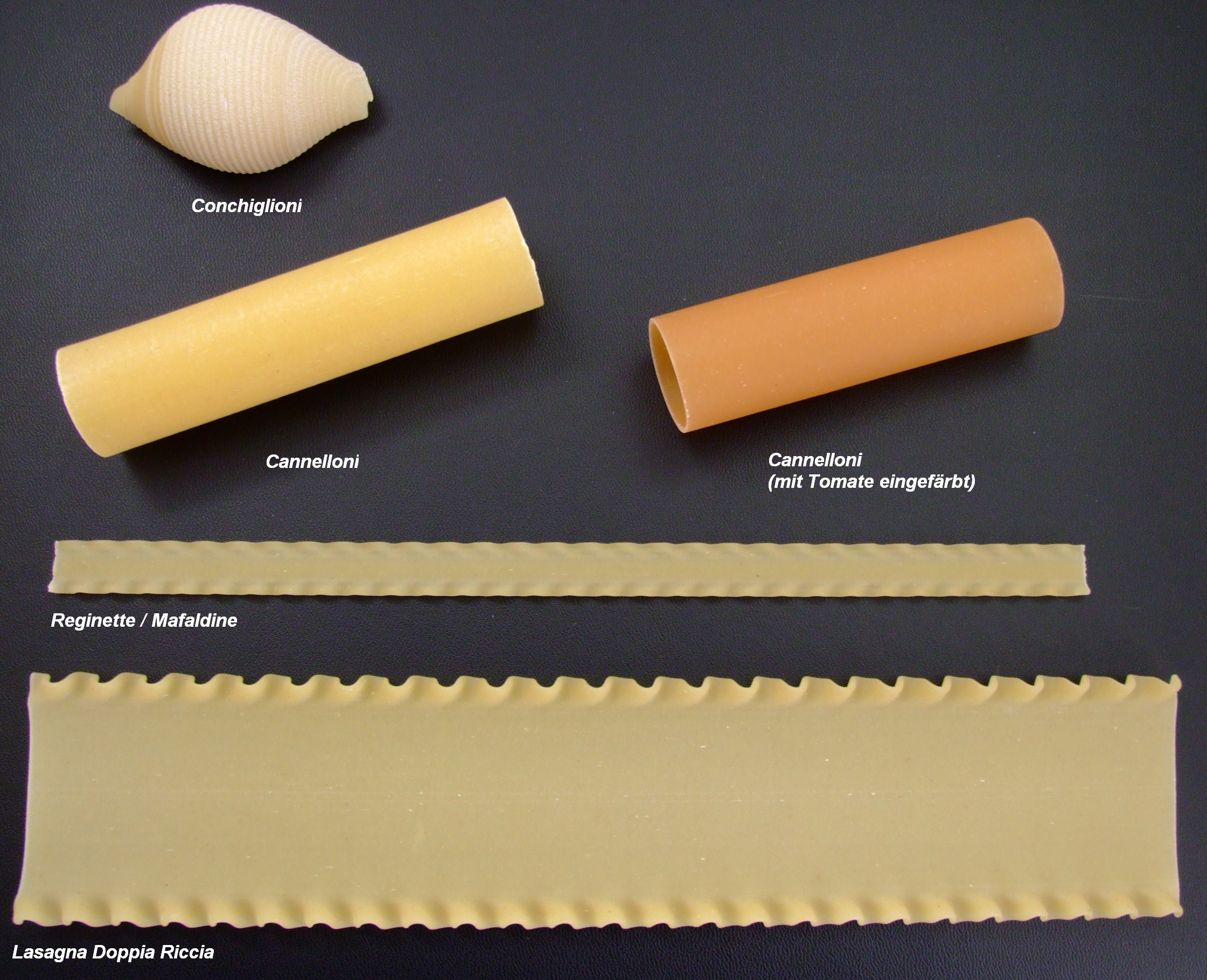
Макаронні вироби для запікання

Відповідно до українських стандартів сировина впливає на поділ макаронних виробів на групи А, Б, В (в залежності від сорту пшениці) і на вищий, перший і другий ґатунок (в залежності від ґатунку борошна):
- Група А: виготовлені з борошна твердої пшениці вищого, першого і другого ґатунків.
- Група Б: виготовлені з борошна м'якої склоподібної пшениці вищого і першого ґатунків.
- Група В: виготовлені з пшеничного хлібопекарського борошна вищого і першого ґатунків.

Тверді сорти пшениці мають більший вміст клейковини і менший вміст крохмалю, ніж м'які. Виготовлені з них макаронні вироби мають нижчий глікемічний індекс.
У деяких країнах (наприклад, в Італії) макаронні вироби дозволяється виготовляти тільки з твердих сортів пшениці (аналогічно групі А).
За способом приготування розрізняють свіжі, як правило яєчні, і сухі вироби.
За ступенем готовності макаронні вироби можуть відрізнятися в залежності від їх типу та місцевих традицій. В Італії стандартним є приготування до ступеня al dente («на зубок», тобто сама середина вироби залишається злегка недовареною і твердою. У деяких країнах приготовані таким способом вироби можуть здаватися напівсирими).
Велика і, можливо, найпоширеніша група макаронних виробів — цільні (спагеті) або трубчасті (макарони) вироби, завдовжки не менше 15 см, з дуже маленьким, зазвичай в 1—2 мм, діаметром вироби (або товщиною його стінок, якщо трубчасті).
В Італії різні типи макаронних виробів мають назви, що відповідають їхнім формам та розмірам.
Закінчення в назві вказує на розмір виробу:
- Oni — великі
- Ette або etti — маленькі
- Ini — дрібні.

За формою макаронні вироби підрозділяють на п'ять груп:

### Довгі макаронні вироби
- Баветте (італ. Bavette) — схожі на сплюснуті спагеті — родом із Лігурії.
- Капелліні (італ. Capellini; від італ. capello — волосся) — назва родом з півночі Центральної Італії, перекладається з італійської як «волоссячко», «тонке волосся» (1,2—1,4 мм). Також її інколи називають: «Волосся ангела» (Capelli d'angelo) або «Волосся венери» (Capelvenere).
- Вермішель (італ. 'Vermicelli; від італ. verme — черв'як) — довгі, округлі і досить тонкі (1,4—1,8 мм).
- Спагеті (італ. Spaghetti; від італ. spaghe — рядок) — довгі, округлі і досить тонкі (1,8—2,0 мм). Спочатку їх довжина становила 50 см. Зараз для зручності її скоротили до приблизно 25 см, але можна знайти і довгі спагеті (Виробники зазвичай поміщають їх у розділ «Спецформат»).
- Спагеттіні (італ. Spaghettini) — більш тонкі, ніж спагеті.
- Спагеттоні (італ. Spaghettoni) — товстіші за спагеті.
- Маккерончіні (італ. Maccheroncini) — знаходяться десь між спагеті і баветте.
- Букатіні (італ. Bucatini).
- Тальятелле (італ. Tagliatelle) — тонкі та плоскі смужки яєчного тіста шириною близько 5 мм. Відрізняються від феттуччіне, переважно, тільки меншою шириною (різниця становить мінімум 2 мм).
- Феттуччіне (італ. Fettuccine) — тонкі плоскі смужки тіста шириною близько 7 мм.
- Мафальдіне (італ. Mafaldine) — довга стрічка з хвилястими краями. Мафальдіне були вигадані в Неаполі і колись називалися «Багаті феттуччелле». Неаполетанці винайшли їх спеціально для принцеси Мафальди Савойської і охрестили їх згодом «Реджінетте» (Reginette — королівна, в буквальному перекладі) або «Мафальдіне» в її честь.
- Лінгуїне (італ. Linguine) — довгі, тонкі смуги локшини.
- Паппарделле (італ. Pappardelle) — плоскі стрічки локшини завширшки 13 мм, родом з Тоскани.

### Короткі макаронні вироби
- Фузілі — (італ. Fusilli) — родом із північної Італії. Назва походить від слова «fuso», з італійського «веретено», за допомогою якого пряли вовну. За формою Фузілі нагадують три скріплені разом і закручені по спіралі лопаті.
- Джірандоле — (італ. Girandole) — вважаються молодшими сестрами фузіллі. Свою назву джірандоле отримали за схожість з дитячою іграшкою — різнобарвною вертушкою. Вони мають укорочену форму і вимагають менше часу для приготування.
- Пенне — (італ. Penne) — Rigate (ребристі), Lisce (гладкі), Piccole (малі) — усі пенне мають характерну динамічну форму порожнистої трубочки з косими зрізами, на манер заструганого старовинного пера, в порівнянні зі звичними прямими класичними макаронами.
- Піпе рігате — (італ. Pipe rigate). Деякі вважають, що цей формат пасти належить до римської гастрономічної культури, інші ж припускають, що вона з'явилася вперше на півночі Центральної Італії. В народі їх називають равликами. Нагадують за формою трубочки, скручені півколом таким чином, щоб соус утримувався всередині. Завдяки своїй формі, піпе рігате відмінно поєднуються з самими різноманітними соусами, які чудово утримуються на ребристій поверхні і всередині, щоб безпосередньо при зіткненні з піднебінням розкрити смак всіх інгредієнтів. Саме тому піпе рігате успішно використовуються в поєднанні навіть із самими легкими соусами. Блискучі головні герої практично всіх кулінарних експериментів, піпе рігате прекрасно поєднуються і з простими, але ароматними соусами. Особливо чудовий результат дає поєднання піпе рігате з соусами з овочів або сирів, які, потрапляючи всередину зігнутої форми, дозволять повільно насолодитися їх смаком. Вони також смачні з густими ароматними соусами, наприклад, з соусом з грибів, ковбасок і гострого червоного перцю.
- Тортільоні — (італ. Tortiglioni) — одна з перших винайдених в Неаполі форм макаронів — короткі трубочки з характерним малюнком, від якого і отримали свою назву — «tortiglione» — висхідні по спіралі борозенки, які залишаються після обробки на токарному верстаті.
- Макарони — (італ. Maccheroni) — короткі тонкі трубочки, трохи зігнуті.
- Челлентані — (італ. Cellentani) — спіралеподібні трубочки.

### Макарони для запікання
- Каннеллоні — (італ. Cannelloni) — трубочки діаметром до 30 мм і завдовжки до 100 мм, один з перших видів макаронів, придуманих людьми. З давніх часів їх готували з тіста, замішаного на воді із меленого зерна з сіллю, потім тісто розкочували і нарізали на прямокутники, на які клали начинку, згортали в трубочку і потім варили.
- Лазанья — (італ. Lasagne) — прямокутні листи для запікання. Листи лазаньї чергуються з начинкою і запікаються в духовці хвилин 20. На відміну від інших видів тіста, її не потрібно попередньо відварювати.

### Дрібні макарони для супів
- Анеллі — (італ. Anelli) — мініатюрні кільця для супів.
- Стелліна — (італ. Stelline) — зірочки.
- Ореккьете — (італ. Orecchiette) — дрібні вироби у формі вушок.
- Філіні — (італ. Filini) — тонкі короткі нитки.
- Букви — (італ. Alfabeto) — у вигляді літер.

### Фігурні макарони
- Фарфалле (італ. Farfalle) — метелики.
- Фарфаллетте або Фарфалліні (італ. Farfalline) — дрібніші метелики.
- Конкілье (італ. Conchiglie) — вироби у вигляді черепашок; придатні для заповнення начинкою. Бувають гладкі (італ. lische) і рифлені (італ. rigate).
- Конкільетте (італ. Conchigliette) — дрібніші черепашки.
- Конкільоні (італ. Conchiglioni) — великі черепашки.
- Джемеллі (італ. Gemelli) — тонкі спіральки або джгути з порожніми кінцями.
- Казеречче (італ. Casarecce) — ріжки.
- Кампанелла (італ. Campanelle) — дзвіночки з хвилястим краєм.
- Ньоккі або кавателлі (італ. Gnocchi, італ. Cavatelli) — гофровані мушлі.

### Тісто з начинкою
- Равіолі (італ. Farfalle) — аналог російських пельменів, українських вареників тощо.
- Аньолотті (італ. Agnolotti) — прямокутні і у формі півмісяця конвертики з традиційною м'ясною начинкою.
- Капелетті (італ. Cappelletti) — дрібні фаршировані вироби у формі капелюшка.
- Тортелліні (італ. Tortellini) — аналог пельменів, тільки зі своєрідною начинкою, наприклад, з сиром, з шинкою і сиром, навіть з рикотою і шпинатом.

## Загальні правила варіння макаронних виробів
Макаронні вироби варять двома способами
- І спосіб (зливний). Макаронні вироби кладуть у киплячу підсолену воду (на 1 кг макаронних виробів 5—6 л води і 50 г солі), варять, періодично помішуючи, до готовності. Чим більшим є співвідношення води і макаронних виробів, тим швидше закипає вода після засипання макаронів, тим вищою буде якість готового виробу. Відварені макаронні вироби відкидають на сито або на друшляк і промивають гарячою водою, перекладають у посуд, заправляють розтопленим жиром.

Під час варіння макаронні вироби збільшуються в об'ємі в 2—З рази внаслідок поглинання води. Таке збільшення називається приварком і становить 150 %. Відвари з макаронних виробів використовують для приготування перших страв і соусів.
- II спосіб (незливний). У киплячу підсолену воду (на 1 кг — 2,2—3 л води і З0 г солі) засипають макаронні вироби і варять до загусання, помішуючи. Наприкінці варіння додають жир, закривають кришкою, доварюють на слабкому вогні так само, як каші. Приварок становить 200—300 %. Таким способом варять макаронні вироби, які потім використовують для приготування запечених страв.

Макарони відварені подають як самостійну страву з жиром, овочами, кисло-молочним сиром, квасолею і підсмаженою з томатним пюре цибулею, грибами. Їх використовують як гарнір до страв із м'яса та риби.

## Харчова та енергетична цінність
В Італії в тарілці макаронних виробів (85 г — це порція на людину) має бути приблизно:
|                     | В тарілці макаронів | Денна норма |
| Калорії             | 297                 | 2000        |
| Білки               | 10,2г               | 75г         |
| Жири                | 1,3г                | 67г         |
| Насичені жири       | 0,3г                | 22г         |
| Вуглеводи           | 61,4г               | 275г        |
| Цукор               | 0,9г                | 30г         |
| Дієтична клітковина | 2,5г                | 30г         |
| Натрій              | 2мг                 | <2,4мг      |

Стверджується, що від макаронів не товстіють, оскільки вони містять складні вуглеводи. Однак це стосується насамперед до макаронів, що складаються тільки з борошна твердих сортів пшениці і води. Якщо макарони яєчні, то їх калорійність є набагато вищою.

## Приготування

### Вибір соусу
Приготування італійських макаронів починається з вибору соусу. В залежності від способу приготування, наприклад, песто або болоньєзе, змінюється вибір виду макаронів.
Важливим правилом є таке: що коротші і товстіші макарони — то густіший соус, що тонші і довші — то, відповідно, він ніжніший.
- Довгі тонкі макарони краще всього поєднуються з рідкими і легкими соусами і морепродуктами.
- Широкі довгі макарони прекрасно «несуть» вершкові і сирні соуси. Плоскі короткі макарони (локшина) ідеально підходять до густих овочевих і м'ясних.
- Круглі короткі макарони краще всього поєднуються з сирними і м'ясними соусами і підходять для запікання в духовці.

### Особливості
Ідеальні пропорції для варіння макаронів: на 100г потрібен 1 літр води і 7-10г солі. Що тонші макарони, то швидше вони варяться. Якщо вони гарної якості і від надійного виробника, то їх не потрібно буде пробувати на готовність, а лише відварити стільки хвилин, скільки вказано на упаковці. Макарони з твердих сортів пшениці після варіння промивати не потрібно.

### Визначення якості
- При варінні вода залишається прозорою (не виділяється крохмаль).
- Макарони не злипаються, не розламуються, не розварюються.